# Joseph Anders
Joseph Anders (* 1795 in Rzeszów; † 1869) war ein österreichischer Offizier.

## Leben
Der aus Galizien stammende Anders studierte die Rechtswissenschaften in Lemberg. Das Studium beendete er 1813 und wurde Kadett des Regiments Bianchi. Noch im selben Jahr stieg er zum Fähnrich auf und nahm an den bis 1815 andauernden Feldzügen teil. Seit 1817 gehörte er dem General-Quartiermeisterstab als Leutnant des Pioniercorps an. Es folgten 1823 die Beförderungen zum Oberleutnant, 1829 zum Hauptmann, 1836 zum Major und 1839 zum Oberstleutnant. In dieser Zeit unterrichtete er auch Stefan Franz Viktor von Österreich.
In das Regiment Prinz Wasa wechselte er 1841 als Oberst und wurde zwei Jahre später Ajo bei Joseph Karl Ludwig von Österreich, wobei Anders das Ritterkreuz des St.-Stephans-Ordens erhielt. 1848 zum Generalmajor ernannt, stieg er im Folgejahr zum Feldmarschallieutenant auf.
Anders verfasste Beitrage für die österreichische militärische Zeitschrift. Constant von Wurzbach hebt zwei von Anders Beiträgen hervor, der Darstellung des Treffens von Ebelsberg 1809 und Geschichte des Feldzugs in Tyrol 1809.